# 林寿郎
林 寿郎（はやし じゅろう、1912年1月 - 1986年7月11日）は、多摩動物公園初代園長、恩賜上野動物園（東京都台東区上野公園）の元園長（第2代）。

## 人物
- 1912年1月 - 神奈川県横須賀に生まれる[2]。
- 聖学院中学校卒[2]。
- 1937年 - 東京帝国大学理学部動物学科卒業[3]。
  - 恩賜上野動物園調査課勤務[2]
- 1958年 - 多摩動物公園初代園長[2][3]。
- 1962年 - 上野動物園2代目園長[2][3]。
- 1966年3月 - 上野動物園退職[2]。
- 1986年 - 逝去[2]。享年74。

## 著書
- 『アフリカの猛獣狩』朝日新聞社　1952
- 『動物園への招待』朝日新聞社　1956
- 『動物と人間』読売新聞社 1957
- 『動物理科どうわ』南大路一絵 実業之日本社 1957
- 『動物園夜話』法政大学出版局 1958
- 『世界の動物の図鑑』石田武雄等絵 講談社 1959
- 『動物となかよしになるには』牧書店 牧少年少女文庫 1959
- 『雪男 ヒマラヤ動物記』毎日新聞社 1961
- 『動物園日記 これは不思議な物語』オリオン社出版部 1963
- 『動物と人間 わたしたちの失ったもの』読売新聞社 1963 サラリーマン・ブックス
- 『動物のふしぎ』偕成社 目で見る児童百科 1964
- 『学習目でみる科学　動物』講談社、1965
- 『どうぶつりかどうわ』木川秀雄絵 実業之日本社 1965 おはなし博物館
- 『動物のふしぎ 動物の生態』小学生百科 偕成社 1968
- 『動物』保育社　1968　標準原色図鑑
- 『イルカ大将』松下紀久雄絵 旺文社ジュニア図書館 1970
- 『動物』保育社　1995　エコロン自然シリーズ

### 共著・編
- 『少年少女日本動物記』全5巻 編 須田寿絵 牧書店 1961‐62
- 『飼育ハンドブック』編 審美社 1965
- 小森厚、杉浦宏共著『鳥のふしぎと飼いかた・ならしかた こどもの質問に答える』あすなろ書房　1965
- 杉浦宏共著『魚・貝のふしぎと飼いかた・ならしかた』あすなろ書房、1965
- 小森厚、杉浦宏共著『みぢかな小動物のふしぎと飼いかた』あすなろ書房　1966　こどもの質問に答える
- 『虫のふしぎと飼いかた・ふやしかた』矢島稔共著 あすなろ書房 こどもの質問に答える 1966

### 翻訳
- キャシイ・ヘイズ『密林から来た養女 チンパンジーを育てる』法政大学出版局、1953
- アーネスト・シートン『動物記 少年少女世界の文学 別巻 1』河出書房 1968
- アルチー・カー『アフリカ』タイムライフインターナショナル 1971 タイムライフブックス. ライフ大自然シリーズ
- コーリン・ウィロック『アフリカーリフトバレー』監訳 タイムライフブックス 1976

## 論文
- 国立情報学研究所収録論文 国立情報学研究所

## その他
- 1963年、オートバイ（ホンダ・モンキー）による富士山登頂を初めて行った[4]。